# Lovis Corinth
Lovis Corinth, narozený jako Franz Heinrich Louis Corinth (21. července 1858 v Tapiau, Východní Prusko – 17. července 1925 v Zandvoortu, Nizozemsko), byl německý malíř.

## Život
Jako malíř představoval vedle Maxe Liebermanna, Lessera Uryho a Maxe Slevogta nejvýznamnějšího zástupce německého impresionismu, zjednodušením své formy po mrtvici našel jistou syntézu impresionismu a expresionismu. Za svého života byl čelným představitelem Berlínské secese, kterou po rezignaci Liebermanna v roce 1911 vedl.

## Galerie

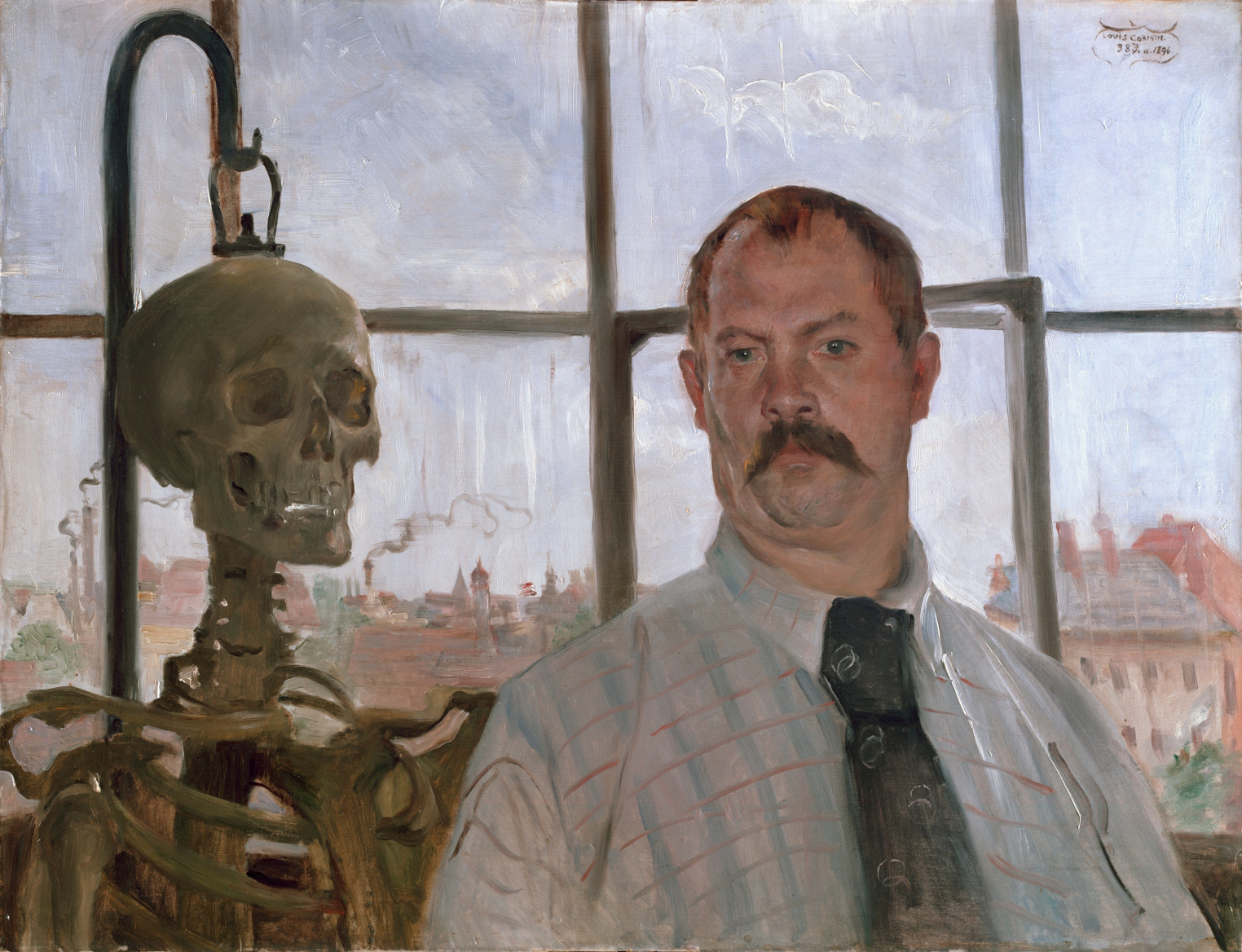
Corinthův Autoportrét s kostrou (1896) namalovaný v odpověď na Böcklinův autoportrét